# Megachile hampsoni
Megachile hampsoni är en biart som beskrevs av Cockerell 1906. Megachile hampsoni ingår i släktet tapetserarbin, och familjen buksamlarbin. Inga underarter finns listade i Catalogue of Life.